# حسن زندیه
حسن زندیه (زادۀ ۱۳۴۵ در قم)، استاد گروه تاریخ دانشگاه تهران و عضو اسبق هیئت علمی پژوهشکدۀ تاریخ ایران در پژوهشگاه علوم انسانی و مطالعات فرهنگی است. او به واسطۀ تحقیقاتش بر روی اسناد و نسخ خطی تاریخی، تحولات تاریخی نظام‌های قضایی از دوران صفویه تا  پهلوی و ترجمۀ آثار ویلم فلور و شرح و بررسی دیدگاه‌های تاریخی و روش تحقیق او به زبان فارسی شناخته می‌شود.

## زندگی
حسن زندیه در سال ۱۳۴۵ خورشیدی در قم متولد شد و از  زندهای ساکن قم و  لک‌تبار است. او تحصیلات دانشگاهی خود را در کارشناسی تاریخ در دانشگاه تهران (۱۳۷۷)، کارشناسی ارشد تاریخ ایران دورۀ اسلامی در دانشگاه تهران (۱۳۷۹) و دکتری تاریخ ایران دورۀ اسلامی در دانشگاه شهید بهشتی (۱۳۸۶) سپری نموده و سپس با مرتبه استادیاری به عضویت پژوهشکدۀ تاریخ پژوهشگاه علوم انسانی و مطالعات فرهنگی درآمد و هم‌اکنون با مرتبۀ دانشیاری، عضو هیئت علمی گروه تاریخ دانشگاه تهران است. زندیه همچنین نمایندگی اداره کل حوزه ریاست و روابط عمومی دانشگاه تهران در شورای مشورتی شبکه ۴ سیما، معاونت اجرایی اداره کل حوزه ریاست و روابط عمومی دانشگاه تهران، عضویت در کارگروه توانایی‌سنجی علمی رشته تاریخ هیأت اجرایی جذب اعضای هیئت علمی دانشگاه فرهنگیان، عضویت در کمیتۀ برگزار کننده ارزیابی تخصصی (مصاحبه) مرحله دوم آزمون دکتری تخصصی تاریخ دانشگاه تهران در سال‌های ۱۴۰۱ و ۱۴۰۲ و مدیریت گروه تاریخ دانشگاه تهران در سال ۱۳۹۳ خورشیدی و ارزیاب پژوهشی جشنوارۀ فارابی را در کارنامه دارد و در برگزاری گرامیداشت دکتر محمدابراهیم باستانی پاریزی در دانشکده ادبیات و علوم انسانی دانشگاه تهران نقشی عمده ایفا نموده است.
زندیه برای دو کتاب «اقتصاد و سیاست خارجی عصر صفوی» در سال ۱۳۸۷ و «تحول نظام قضایی ایران در دوره پهلوی اول (عصر وزارت عدلیه علی اکبر داور ۱۲-۱۳۰۵)» در سال ۱۳۹۲ موفق به اخذ جوایزی از جشنواره‌های ملی و دانشگاهی شده است.

## کتابشناسی

### تألیفات
- تحول نظام قضایی ایران در دوره پهلوی اول(عصر وزارت علی اکبر داور ۱۲-۱۳۰۵)، انتشارات پژوهشگاه حوزه و دانشگاه، ۱۳۹۲.
- استشهاد‌نامه‌های ایران دوره اسلامی جلد اول (رهیافت‌ها و رویکردهای نظری)، با همکاری مریم بلندی، انتشارات پژوهشگاه حوزه و دانشگاه، ۱۴۰۰.
- استشهاد‌نامه‌های ایران دوره اسلامی جلد دوم (بررسی شکلی و محتوایی)، با همکاری مریم بلندی، انتشارات پژوهشگاه حوزه و دانشگاه، ۱۴۰۰.

### ترجمه از انگلیسی
- نظام قضایی عصر صفوی، نوشتۀ ویلم فلور، انتشارات پژوهشگاه حوزه و دانشگاه، ۱۳۸۱.
- اقتصاد و سیاست خارجی عصر صفوی، نوشتۀ ویلم فلور، انتشارات پژوهشگاه حوزه و دانشگاه، ۱۳۸۷.
- نظام قضایی عصر قاجار و پهلوی، نوشتۀ ویلم فلور، انتشارات پژوهشگاه حوزه و دانشگاه، ۱۳۸۸.
- دیوان‌سالاری عصر صفوی، نوشتۀ ویلم فلور، انتشارات پژوهشگاه حوزه و دانشگاه، ۱۳۹۷.

### تصحیح
- خاطرات سیّد محمد فاطمی قمی، نوشتۀ سید محمد فاطمی قمی، انتشارات کتابخانه، موزه و مرکز اسناد مجلس شورای اسلامی، ۱۳۸۹.
- فتوحات همایون، نوشتۀ نظام‌الدین علی شیرازی، انتشارات پژوهشکده حوزه و دانشگاه با همکاری قطب علمی مطالعات فرهنگ و تمدن شیعه در عصر صفویه در دانشگاه اصفهان، ۱۳۹۳.

### گردآوری مجموعۀ مقالات
- از پاریز تا پردیس؛ مقالاتی در یادبود استاد محمدابراهیم باستانی پاریزی، تهران: انتشارات دانشگاه تهران، ۱۳۹۳.